# Olovasio

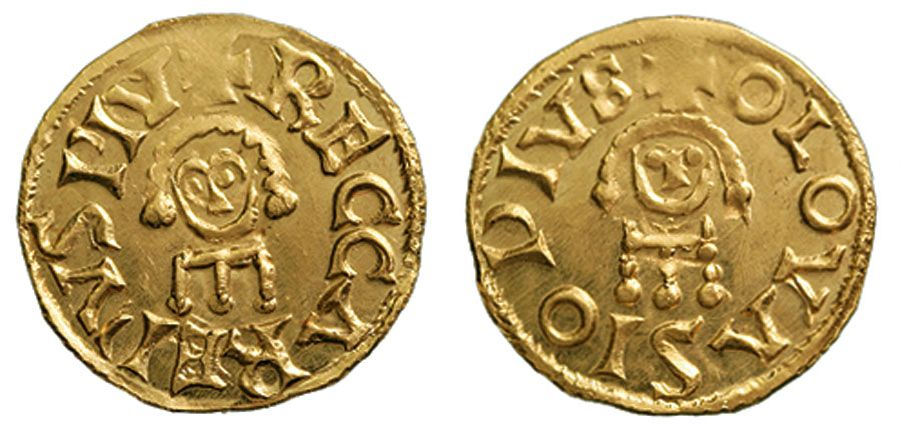
Imitación moderna de un tremís acuñado en Olovasio en tiempos de Recaredo I.

Olovasio u Oliovasio fue una antigua ciudad visigoda conocida por tener una ceca propia que acuñó moneda.
Su ubicación no es segura. Ruiz Trapero la sitúa en Gallaecia, mientras que Pliego Vázquez la ubica en el norte de la Cartaginense. En el siglo XVIII, Tomás Andrés Guseme y Juan Francisco de Masdeu ya mencionaban piezas monetales visigodas emitidas en Olovasio, pero no precisaban su ubicación más allá de afirmar que había estado en territorio visigodo de España o quizá de Francia.